# Resurrección del hijo de la viuda de Sarepta

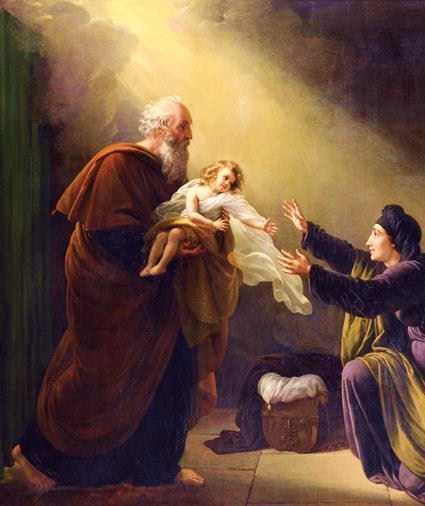
Cuadro de Louis Hersent

La resucitación del hijo de la viuda de Sarepta es un milagro del profeta Elías registrado en la Biblia hebrea, 1 Reyes 17, que tiene lugar en la ciudad fenicia de Sarepta.

## Antecedentes
En el capítulo 17 del primer libro de los Reyes, versículo 1, es donde se menciona por primera vez a Elías por su nombre en la Biblia. Dice que es un tisbita de Galaad, que visitó al rey Ajab para darle un mensaje de Dios de que no habría lluvia en la tierra hasta que él lo declarara . Para evitar la ira del rey, Dios le dijo a Elías que se escondiera junto al arroyo Querit, donde fue alimentado con pan y carne por cuervos enviados por Dios.
Después de un tiempo, debido a la sequía, el arroyo se secó, así que Dios le dijo a Elías que fuera a la ciudad de Sarepta y que buscara a una viuda que le encontrara agua y comida. Elías se entera de que la viuda tiene un hijo y entre los dos sólo tienen harina y aceite para una comida más antes de morir. A pesar de ello, la viuda ayuda a Elías. Como ella hizo esto, Dios hizo que la harina y el aceite nunca se acabaran.[La viuda tenía] un puñado de harina en un barril, y un poco de aceite en una vasija... y el barril de harina no se agotó, ni la vasija de aceite tampoco. (Versión King James).

## Elías, la viuda y el hijo de la viuda
Después de esto, el hijo de la mujer, la dueña de la casa, enfermó. Y su enfermedad fue tan grave que no le quedó aliento 18 Y ella dijo a Elías: "¿Qué tienes contra mí, oh hombre de Dios? Has venido para traer mi pecado y mi recuerdo y para causar la muerte de mi hijo!" 

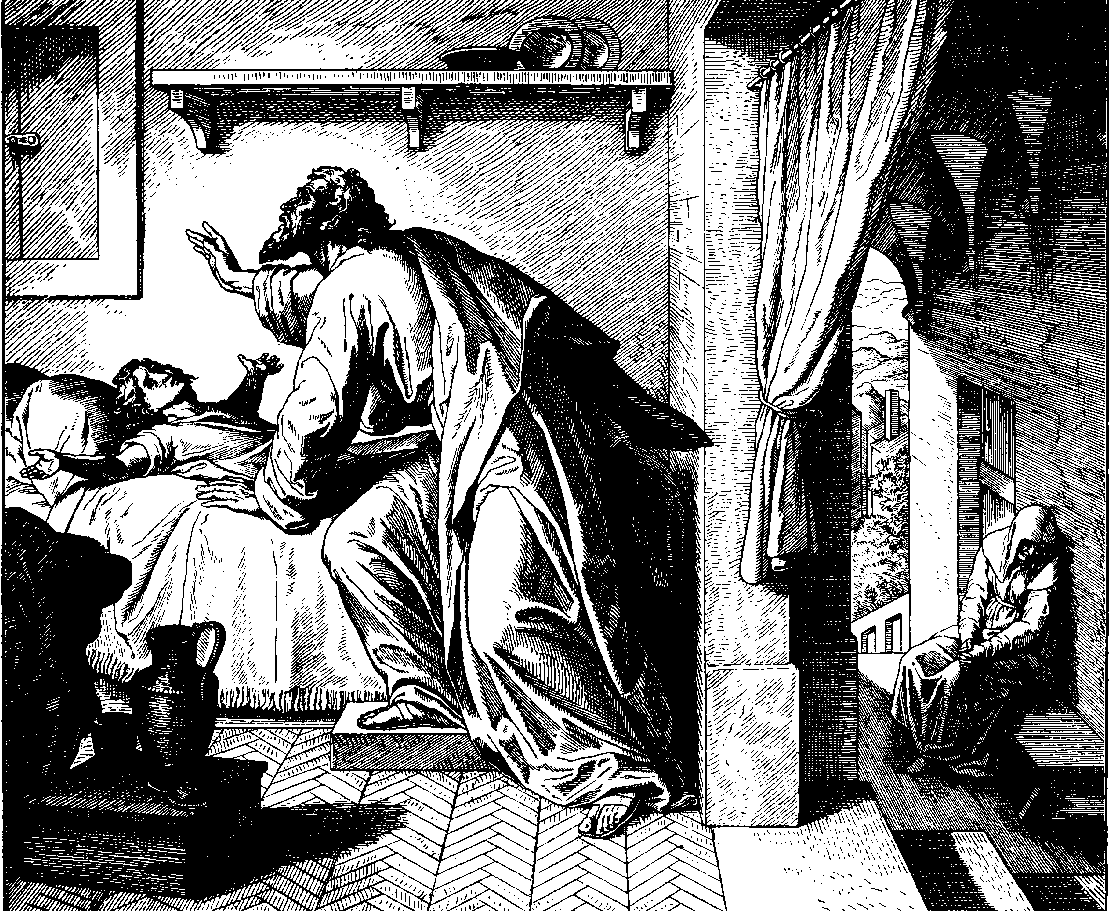
Xilografía de 1860 por Julius Schnorr von Karolsfeld

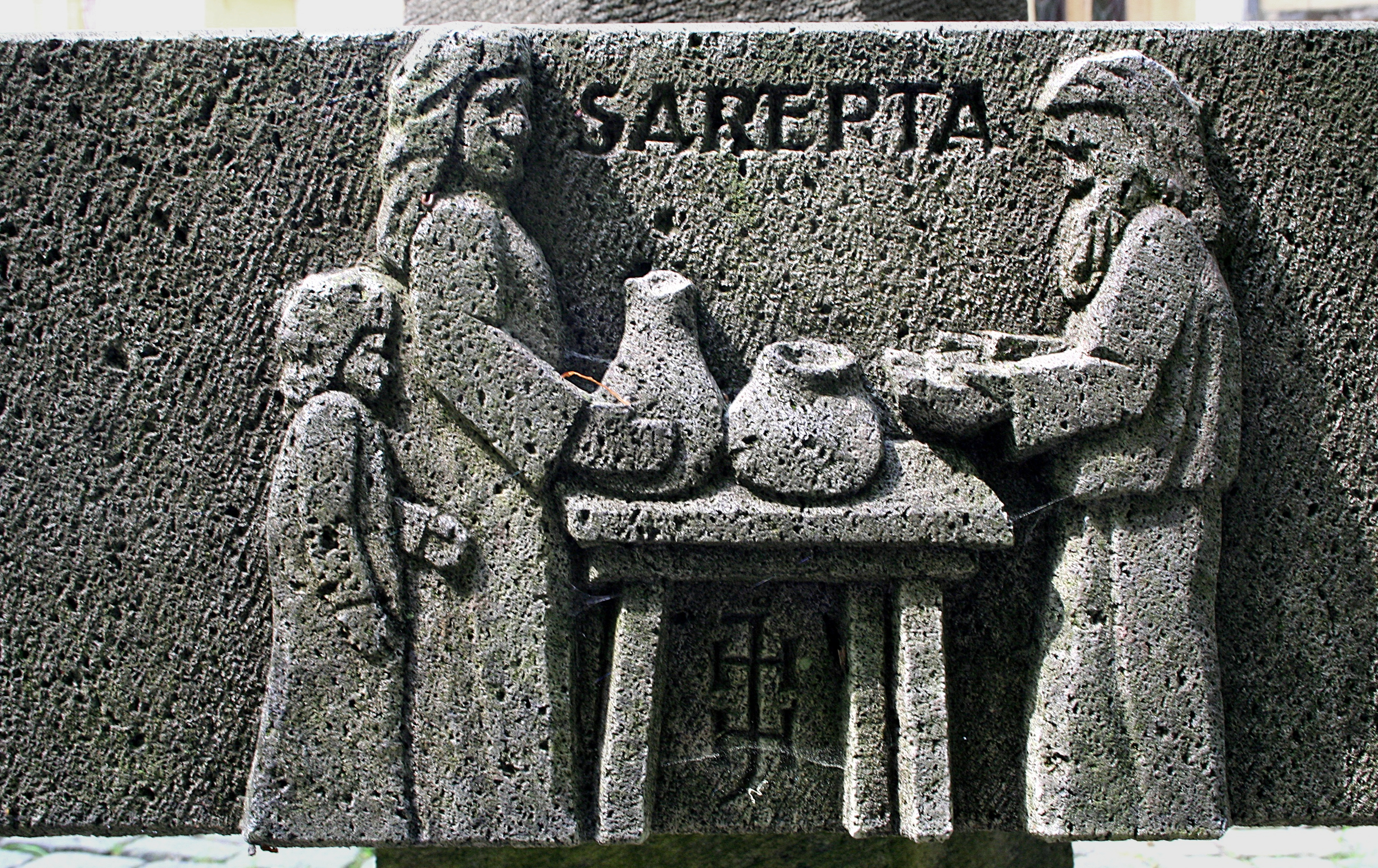
Una escultura en Sayn Abbey

Victor H. Matthews sugiere que la mujer "utiliza un sarcasmo destinado a avergonzar al profeta por ser la causa de la muerte de su hijo". Elías no intenta razonar con la afligida mujer y lleva al hijo a su dormitorio donde reza a Dios pidiendo su ayuda.

Y se tendió tres veces sobre el niño, y clamó al Señor, diciendo: "Señor, Dios mío, te ruego que el alma de este niño vuelva a entrar en él". Y el Señor oyó la voz de Elías, y el alma del niño volvió a entrar en él, y revivió.

A continuación, vuelve a bajar al niño y se lo presenta, vivo, a su madre. Esto hace que ella declare "Ahora sé que eres un hombre de Dios" (v24), por lo que Elías "recupera su honor y su estatus".
Rabí Eliezer ben Hyrcanus, también conocido como Rabí Eliezer Hagadol, relata que el hijo criado por Elías no era otro que el profeta  Jonás, más notablemente asociado con el incidente de la ballena. Los comentaristas han señalado paralelismos verbales con la resurrección del hijo de la viuda de Naín en el Evangelio de Lucas. El milagro está representado en los murales de la sinagoga de Dura Europos.